# Fermier
Fermier (französisch für „vom Bauernhof“) ist eine der vier wichtigsten zugelassenen Herstellungskategorien des Appellation d’Origine Protegée (AOP) für Käsesorten. Der Begriff bedeutet dabei keine Qualitätsgarantie, sondern weist auf die traditionelle Herstellungsweise des Käses hin.
Fermier-Käse müssen entweder auf einem Bauernhof oder einer Sennhütte hergestellt werden. Dabei wird nur die Milch von Kühen, Ziegen oder Schafen verwendet, die auf diesem Hof oder dieser Sennhütte gehalten werden. Es darf keine Milch zugekauft werden. Es wird außerdem nur Rohmilch verwendet. Die Affinage darf außerhalb des Bauernhofs erfolgen, wenn dies der traditionellen Methode entspricht und auf dem Etikett vermerkt ist. Die Produktionsmengen von Fermier-Käsen sind im Vergleich zu den anderen Kategorien gering, nur ca. 8,8 % der französischen AOP Käse werden so erzeugt. 40 der 46 dieser AOP Käse werden zumindest teilweise auch fermier hergestellt, nur für drei französische Käse ist das die einzige zulässige Herstellungskategorie: Brousse du Rove, Chevrotin und Salers (Käse). Nur wenige Sorten dieser Herstellungskategorie werden auch  exportiert.
Weitere zugelassene Herstellungskategorien des Appellation d’Origine Contrôlée sind Artisanal, Coopératives und Industriel.